# Centre universitaire d'études françaises
 (janvier 2016).
Le Centre universitaire d'études françaises (CUEF) de l'université Grenoble-Alpes fait partie du réseau de centres universitaires français de formation en français langue étrangère (FLE). 
C'est à Grenoble en 1896 que le premier étudiant étranger a été accueilli pour des cours de français langue étrangère, par le comité de patronage des étudiants étrangers, dont le CUEF de Grenoble est l'héritier direct.

## Historique
En 1896, un groupe de personnalités menées par Marcel Reymond issues du monde universitaire, politique et industriel de Grenoble, décide de créer un centre d'enseignement du français, le Comité de patronage des étudiants étrangers. Le fondement du centre repose alors sur l'accueil des familles et des salariés émigrés (Italie, Portugal, , etc.) établis et travaillant à Grenoble. La découverte de la houille blanche assure l’industrialisation rapide de la région et la main d'œuvre affluait.
En 1975, le CPEE se transforme en CUEF. En 2012, le CUEF de Grenoble devient un service commun de l'université Stendhal Grenoble 3. Avec la fusion des trois universités grenobloises (université Joseph Fourier, université Pierre Mendès France et université Stendhal,) au 1er janvier 2016, le CUEF de Grenoble devient une composante à part entière de l'université Grenoble-Alpes (UGA). 
Le CUEF de Grenoble a contribué à l'émergence et à l'évolution de la didactique du français langue étrangère comme discipline constituée dans le champ disciplinaire des sciences du langage[réf. souhaitée]. Tout d'abord, la création du Laboratoire de phonétique de Grenoble par Théodore Rousset au début du XXe siècle a permis la mise en place des premiers laboratoires de langue et l'utilisation dans les cours de français de tous les instruments novateurs créés par les phonéticiens et physiologistes de l'époque (voir le génie créateur de l'Abbé Rousselet qui a créé l'Institut de Phonétique de Paris). Ensuite, des auteurs de manuels issus du CUEF de Grenoble ont édité des méthodes ou manuels complémentaires qui font référence pour beaucoup d'enseignants[réf. nécessaire] de français langue étrangère (des ouvrages de grammaire, de phonétique, de français des disciplines...). Parmi ses directeurs les plus éminents dans le champ de la didactique, figurent Jean-Pierre Cuq, président de la Fédération internationale des professeurs de français, ou Dominique Abry, phonéticienne et grammairienne.

## Anciens élèves
Le CUEF de Grenoble compte des personnalités parmi ses anciens élèves : 
- Jacqueline Bouvier, plus connue sous le nom de Jacqueline Kennedy-Onassis,
- L'ancienne présidente d'Islande Vigdis Finnbogadottir,
- La Présidente de Corée du Sud Park Geun-hye[1],
- Cornelis DeWitt Willcox (en)
- Richard von Weizsäcker,
- La Princesse Masako Owada (impératrice du Japon en mai 2019)[3].